# Thành Ngọc Bích
Thành Ngọc Bích (tiếng Anh: Emerald City) là thủ đô của quốc gia thần tiên Oz. Nó được miêu tả lần đầu trong cuốn tiểu thuyết Phù thủy xứ Oz của L. F. Baum, xuất bản năm 1900.

## Miêu tả hư cấu
Nằm ở trung tâm của xứ Oz, Thành Ngọc Bích là điểm cuối của con đường lát gạch vàng nổi tiếng, bắt đầu ở Quốc gia Munchkin. Ở trung tâm của Thành Ngọc Bích là Cung điện Hoàng gia xứ Oz. Các cuốn sách Oz thường mô tả thành phố được xây dựng bằng thủy tinh màu xanh lá cây, ngọc lục bảo và các đồ trang sức khác.
Trong những cuốn sách trước đó, nó được mô tả là hoàn toàn xanh. Tuy nhiên, trong các tác phẩm sau này, màu xanh lá cây chỉ là màu chủ đạo trong khi các tòa nhà cũng được trang trí bằng vàng và mọi người đã thêm các màu khác vào trang phục của họ.